# Сучевица (село)

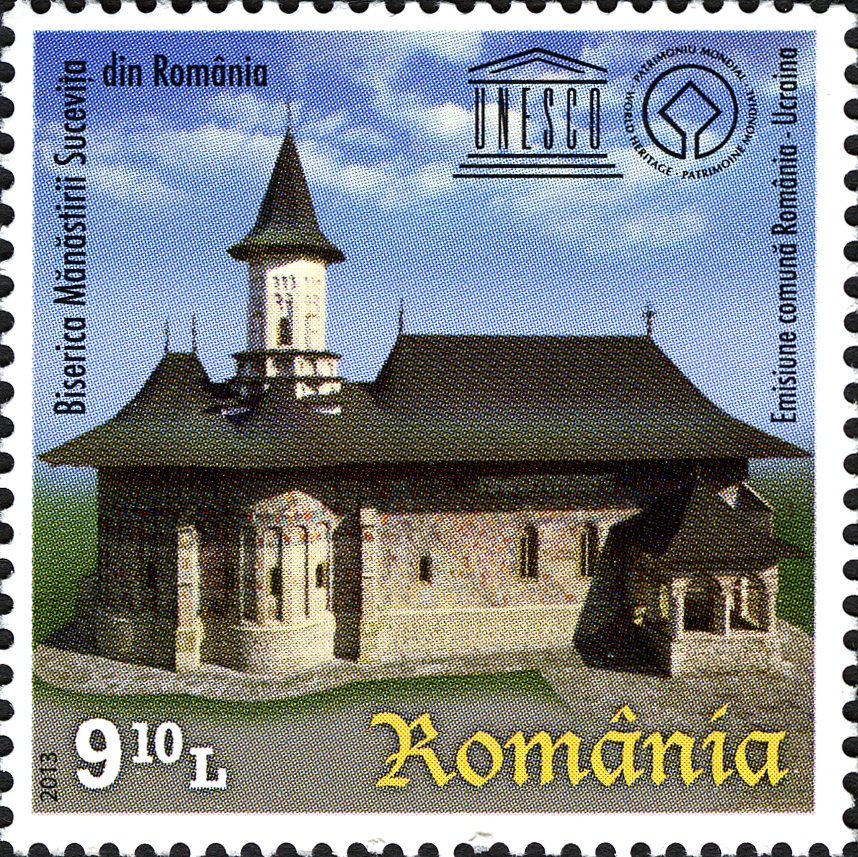
Православный монастырь в Сучевице на почтовой марке Румынии, посвящённой памятникам ЮНЕСКО. 2013 г.

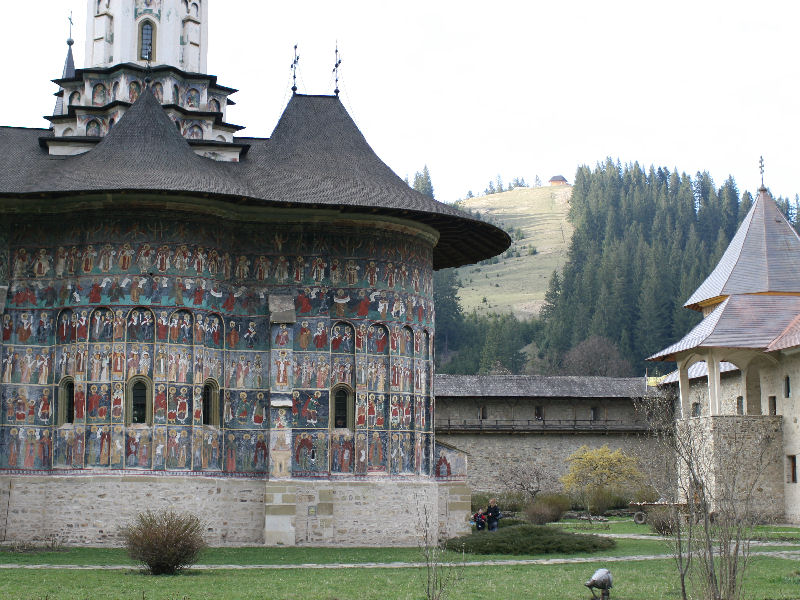
Монастырь Сучевица

Сучевица (рум. Sucevița) — село и коммуна в Румынии в жудеце Сучава в регионе Южная Буковина.
Расположено на северо-востоке Румынии, в южной части исторической области Буковина. Располагается вблизи одноимённой реки, в 372 км севернее Бухареста, в 42 км на запад от Сучавы, в 18 км от города Рэдэуци (жудец Сучава). Протяженность села 4 км вдоль русла реки.
По данным переписи населения 31 октября 2011 года в селе проживали 1471 человек, из них 99,8 % румын. Родным языком назвали румынский — 99,9 %.
В селе находится один из величайших памятников культуры и истории Румынии — православный монастырь Сучевица, построенный в 1585 году Иеремией и Симоном Могила.
Монастырский комплекс имеет квадратную форму (100 на 104 метров) и окружён высокими (6 метров в высоту и 3 метра в ширину) стенами. Помимо этого на каждом углу располагаются по одной оборонительной башне. В настоящее время в одной из стен комплекса находится музей, в котором собрана большая коллекция предметов искусства и истории.
В 2010 году монастырь был включён в список объектов Всемирного наследия ЮНЕСКО (расширение существовавшего с 1993 года объекта Всемирного наследия Церкви исторической области Молдова).